# 索斯尼夫卡 (法斯蒂夫區)
50°13′23″N 29°50′7″E / 50.22306°N 29.83528°E

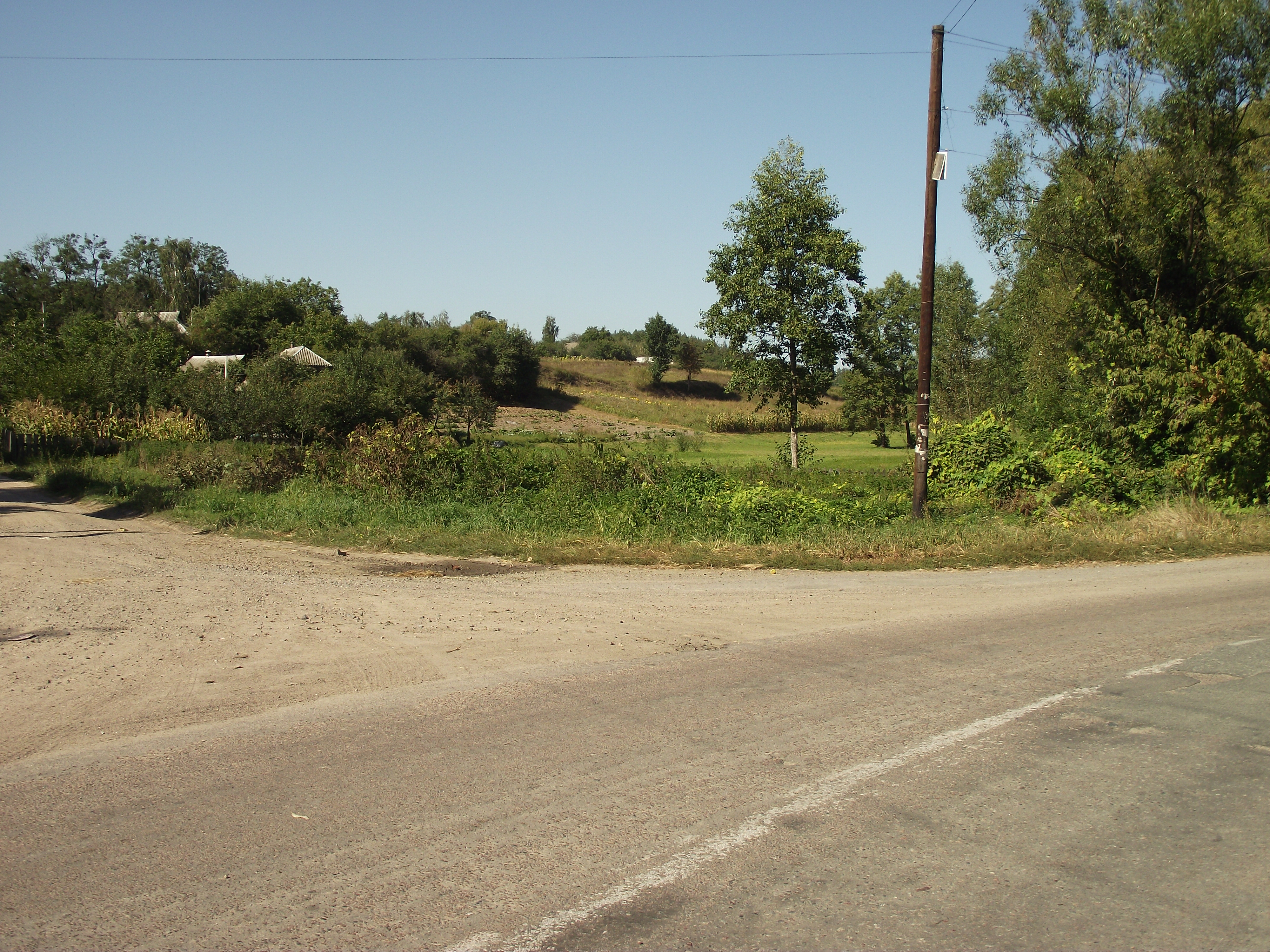

索斯尼夫卡（烏克蘭語：Соснівка）是位於烏克蘭北部的村莊，由基辅州法斯蒂夫區的托馬希夫卡市鎮負責管轄。該村始建於1578年，面積0.3平方公里，海拔高度161米，2001年人口672。